# Hornillos de Eresma
Hornillos de Eresma är en kommun i Spanien.   Den ligger i provinsen Provincia de Valladolid och regionen Kastilien och Leon, i den centrala delen av landet, 130 km nordväst om huvudstaden Madrid. Antalet invånare är 184. Arean är 34 kvadratkilometer.
Terrängen i Hornillos de Eresma är mycket platt.